# عسل‌خوار تاج‌گندمی
عسل‌خوار تاج‌گندمی (نام علمی: Gliciphila melanops) یک پرنده گنجشک‌سان بومی جنوب استرالیا است.
آنها دارای یک منقار خمیدهٔ بلند هستند که می‌تواند به شهد در پایه گل‌ها برسد و در برخی گیاهان گرده‌افشان آغازین است.